# Grödig
Grödig är en ort och kommun i Österrike. Den ligger i distriktet Salzburg-Umgebung i förbundslandet Salzburg,  250 kilometer väster om huvudstaden Wien. Kommunen gränsar i söder till Bayern i Tyskland.
Kommunen består av fyra orter (Ortschaften) (inom parentes invånarantal 1 januari 2024):
- Eichet (260)
- Glanegg (2 326)
- Grödig (3 688)
- Sankt Leonhard (1 111)